# Live at W2
Live at W2 is het eerste livealbum van de Amerikaanse stonerrockband Hermano, dat werd uitgegeven in 2005. De nummers zijn live opgenomen tijdens een concert in W2 in Den Bosch op  4 december 2004.
Het label Throne Records gaf het album in 2006 nogmaals uit.

## Tracklist
| Nr. | Titel               | Duur | Muziek/tekst                          |
| --- | ------------------- | ---- | ------------------------------------- |
| 1   | Cowboys Suck        | 4:09 | Brown, Angstrom                       |
| 2   | 5 To 5              | 2:52 | Angstrom, Brown en Garcia             |
| 3   | Life                | 5:08 | Brown, Angstrom, Garcia               |
| 4   | Alone Jeffe         | 4:16 | Brown, Angstrom, Garcia, Callahan     |
| 5   | Roll Over           | 5:33 | Angstrom, Garcia                      |
| 6   | Landetta            | 4:20 | Angstrom, Garcia, Callahan            |
| 7   | My Boy              | 3:31 | Angstrom, Garcia                      |
| 8   | Quite Fucked        | 2:39 | Angstrom, Garcia                      |
| 9   | TNT                 | 3:53 | Angus Young, Bon Scott, Malcolm Young |
| 10  | The Bottle          | 5:46 | Brown, Angstrom, Garcia, Callahan     |
| 11  | Senor Moreno's Plan | 3:58 | Brown, Garcia                         |
| 12  | Manager's Special   | 4:02 | Brown, Garcia, Callahan               |

- Het nummer TNT is een AC/DC-cover.

## Bandleden
- John Garcia - zang
- David Angstrom/Olly Smit - gitaar
- Chris Leathers - drum
- Dandy Brown - basgitaar

## Overige Informatie
- Design door Charlie Owens
- Engineering live door Karen Boone
- Engineering-opnames door Willem Philipsen en Jacques De Haard
- Mixen door Jacques De Haard en Ram Lauwrier